# Чебоксарский троллейбус
Чебокса́рский тролле́йбус (чув. Шупашкарти троллейбус) — троллейбусная система города Чебоксары, открытая 7 ноября 1964 года. После закрытия московской троллейбусной системы чебоксарская система стала второй в России по всем параметрам — количеству подвижного состава, количеству маршрутов и протяженности контактной сети, уступая лишь петербургскому троллейбусу. 
По доле троллейбуса от общего количества совершаемых в сутки поездок Чебоксары занимают первое место в России (на 2019 год) — 55 %.

## История

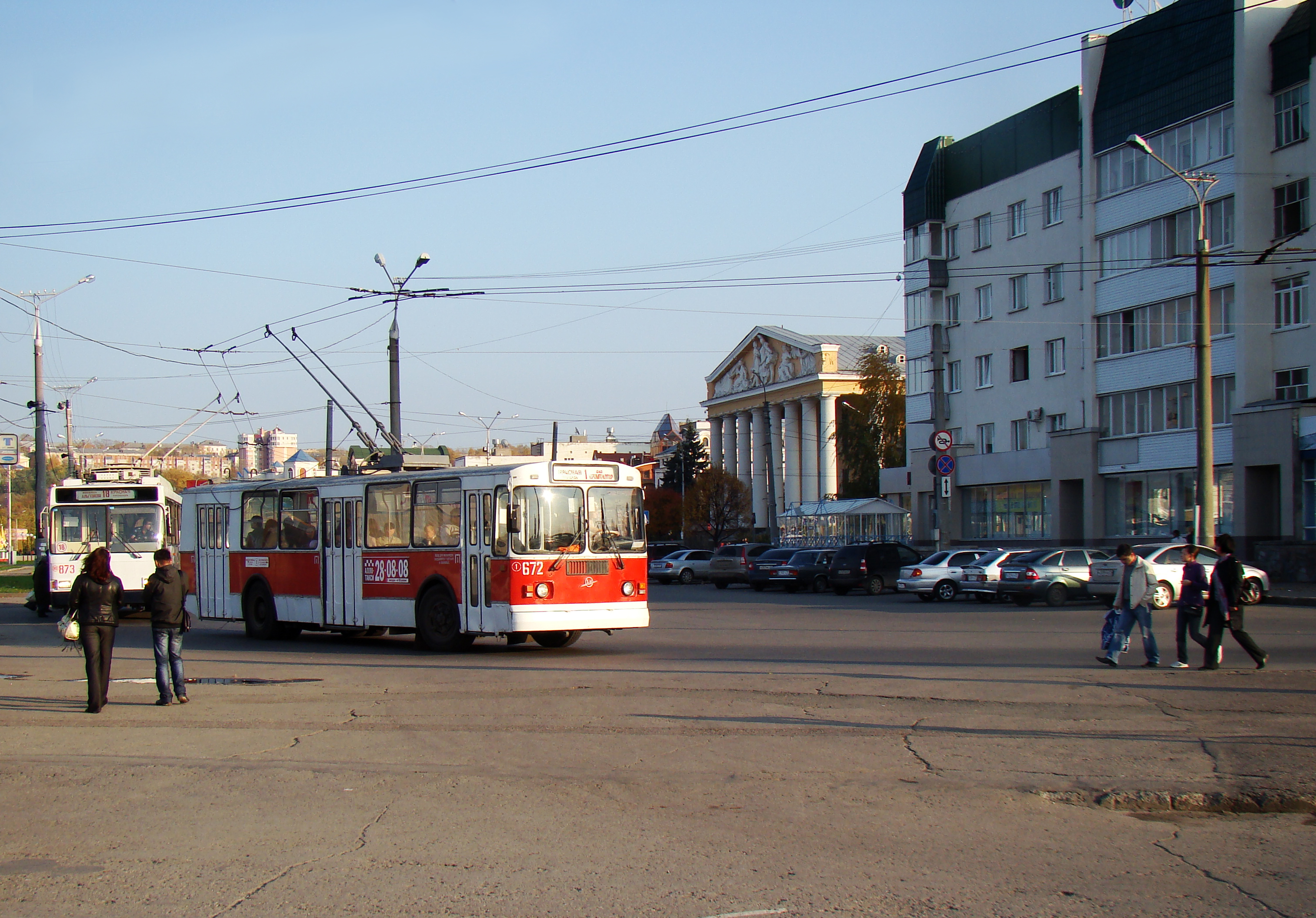
Троллейбусы на Красной площади. 2011 г.

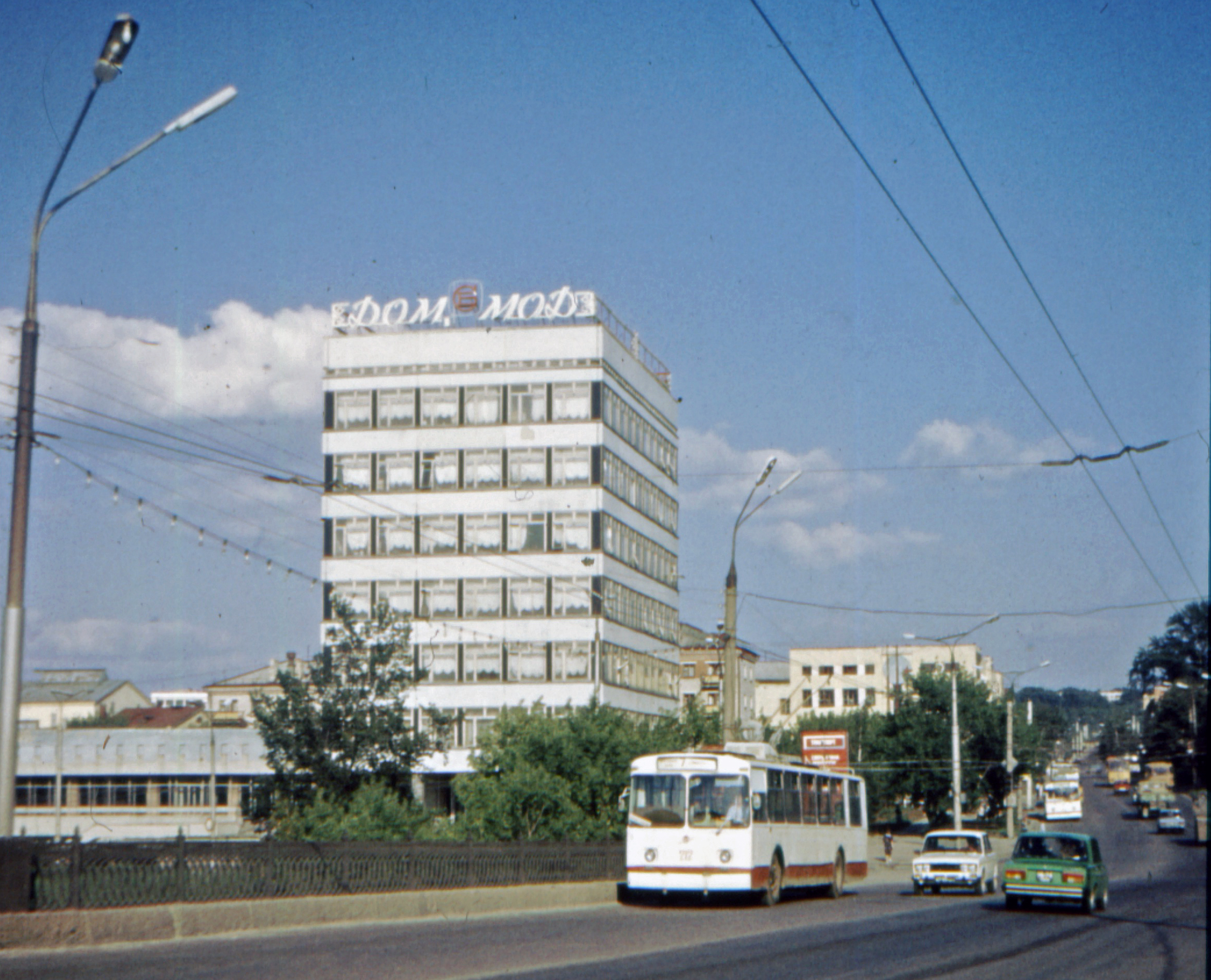
Троллейбус №7 на Московском мосту. 1987 год.

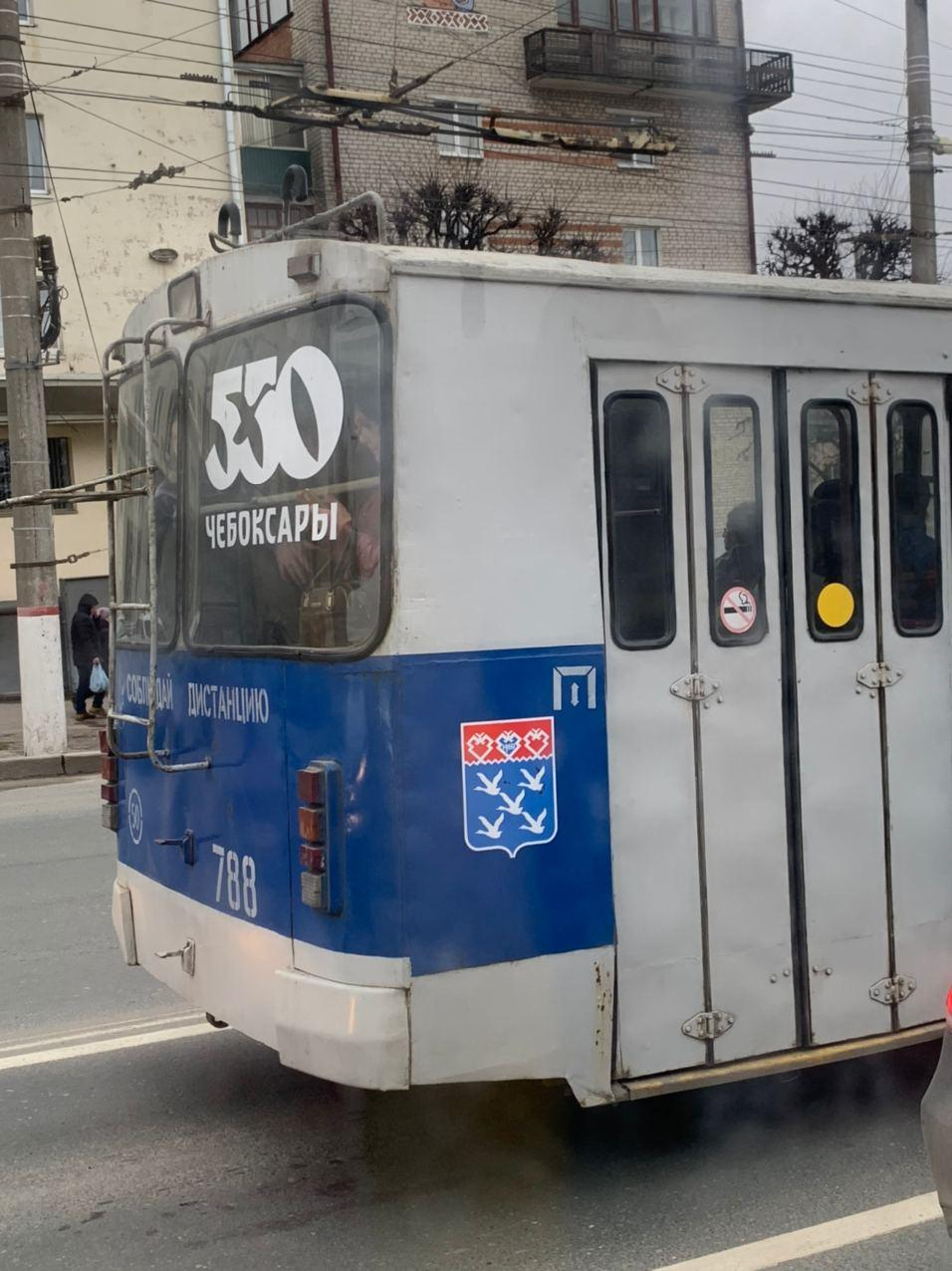
Юбилейное оформление чебоксарского троллейбуса к 550-летию города

- Открытие маршрута № 1 состоялось 7 ноября 1964 года. Первый троллейбус прошёл по маршруту «Ж/д вокзал — Красная площадь»[9]. В первый год работы коллектив троллейбусного парка перевёз около 20 млн пассажиров, имея небольшое депо на 50 машин марки ЗиУ-5, 9 км контактных сетей и единственную тяговую подстанцию.
- 1966 — Открытие движения по ул. Калинина и Московскому проспекту. Пуск маршрутов № 2 «Ж/д вокзал — Чулочно-трикотажная фабрика»[10], № 3 «Красная площадь — Чулочно-трикотажная фабрика» и № 4.
- 7 ноября 1967 — Открытие движения в Южный поселок.
- 1968 — Открытие движения до Аэропорта. Пуск маршрута № 7.
- 1969 — Введение троллейбусной линии до машиностроительного завода. Продление маршрута № 3.
- 7 ноября 1971 — Пуск маршрутов № 5, № 6, № 9 «Агрегатный завод — Аэропорт». Строительство линии по пр. Мира. 6 ноября 1971 года завершено строительство троллейбусной линии по проспекту Мира.
- 7 ноября 1972 — Введение троллейбусной линии до завода им. Чапаева. Пуск маршрута № 11 «Ж/д вокзал — ул. Плеханова — Завод им. Чапаева».
- 1973 — Реконструкция депо № 1.
- 1976 — Строительство депо «Южное» и цеха профилактического осмотра троллейбусов с открытой стоянкой на Южном поселке. Продление маршрутов № 3 и № 6.
- 1979 — Введение троллейбусной линии по пр. М. Горького, ул. Гузовского, пр. 9-й пятилетки, ул. Гагарина.
- Июнь 1980 — Изменение маршрутов № 1, № 10, № 11 в связи со строительством Чебоксарского залива. Ликвидация троллейбусного движения на ул. Коммунальная Слобода, ул. Баумана, ул. Плеханова, ул. Нижегородской, ул. Союзной, Красной площади, ул. Ленинградской (от ул. Плеханова до Красной площади) и ул. Карла Маркса (от ул. Володарского до Красной площади). Улицы Баумана, Плеханова, Союзная, бо́льшая часть Нижегородской ныне — дно Чебоксарского залива.[11]
- 1981 — Пуск маршрута № 8. Изменение маршрута № 11 после постройки Сугутского моста. Демонтаж троллейбусной линии на ул. Б. Хмельницкого (она была на участке от ул. Фучика до ул. Суворова), ул. Суворова, ул. Гражданской (от ул. Суворова до ул. З. Космодемьянской).[11]
- 1982 — Продление троллейбусной линии по улице на 4,2 км по просп. М. Горького и на 2,3 км по ул. Фучика.
- 1982 — Введение троллейбусной линии от Маштехникума до Восточного поселка вокруг завода Промтракторов.
- 1983 — Строительство разворотного кольца на Ядринском шоссе и улице Университетской.
- 3 января 1984 — запуск троллейбусного маршрута № 13. Он просуществовал всего одну зиму, и был закрыт не по причине суеверия, а из-за совпадения по пути следования с маршрутом № 7.
- 1984 — Строительство депо № 2 на 100 машин в северо-западном районе.
- 1985 — Введение троллейбусной линии по Октябрьскому мосту и ул. Ю. Фучика. Пуск маршрутов № 12 «Ж/д вокзал — Дом Мод — Университет» и № 14 «Ж/д вокзал — ул. Ю. Фучика — Университет».
- 1986 — Продление маршрутов № 7 «Агрегатный завод — ул. Гузовского» до пр. М. Горького, ул. Университетской и ул. М. Павлова, № 4 «Ж/д вокзал — ул. Гузовского» до ул. Университетской.
- 1987 — Введение троллейбусной линии по Эгерскому бульвару. Пуск маршрута № 15 «Аэропорт — Красная площадь».
- 1989 — Строительство диспетчерского павильона «Маштехникум».
- 1990 — Введение троллейбусной линии по ул. Л. Комсомола протяженностью 7,1 км.
- 1991 — Продление маршрута № 5 по ул. Ленинского Комсомола до Тракторного завода. Пуск маршрутов № 16 «Ж/д вокзал — Завод Промтракторов» и № 17 «Завод им. Чапаева — Бульвар Юности»
- 1994 — Строительство тяговой подстанции № 23. Пуск маршрута № 18 «пос. Альгешево — Красная площадь».
- 1995 — Реконструкция диспетчерского павильона «Агрегатный завод».
- 1997 — Строительство тяговой подстанции № 21. Пуск маршрута № 19 по ул. Энтузиастов, движение открыл за рулем троллейбуса президент Чувашской Республики Федоров Н. В.
- 1998 — Строительство кольцевой развязки по улице Гражданской, введение на ней троллейбусной линии.
- 1999 — Пуск маршрута № 20 «ОАО „Хлеб“ — Ж/д вокзал».
- 2006 — Введение троллейбусной линии по Президентскому бульвару. Пуск маршрута № 21.
- 2008 — Введение троллейбусной линии по улице Айзмана. Продление маршрута № 18 по ней до ул. Розы Люксембург.
- 2009 — Введение троллейбусной линии по ул. Гладкова. Продление маршрута № 21 по ней до остановки «Медицинский центр».
- 2010 — Списание последнего троллейбуса модели ЗиУ-682В-012(В0А) с номером У-22 (до 2004—532)[12]
- 2012 — C 15 мая стоимость проезда увеличивается до 12 рублей. Проездной на месяц стоит 650 рублей на один вид транспорта, 865 рублей на два вида транспорта.
- 2013 — Все троллейбусы оборудованы системой ГЛОНАСС. В троллейбусах начал появляться Wi-Fi.
- 28 января 2013 — Прибыло два новых троллейбуса МТрЗ-6223.
- 10 февраля 2013 — С 10 февраля стоимость проезда увеличивается до 14 рублей. Безналичная оплата на рубль дешевле.
- 12 февраля 2013 — Новые троллейбусы вышли на маршрут № 4 (897) и № 12 (898).
- 17 февраля 2013 — На линию вышел троллейбус № 900, обслуживающий маршрут № 5.
- 18 февраля 2013 — На линию вышел троллейбус № 899, обслуживающий маршрут № 9.
- 28 февраля 2013 — На линию вышел троллейбус № 901, обслуживающий маршрут № 1.
- 22 декабря 2014 — Прибыло два новых троллейбуса БТЗ-52768Р.
- 25 декабря 2014 — Новые троллейбусы вышли на маршрут № 2 (903) и № 12 (902).
- 1 сентября 2015 — Изменение схемы маршрута № 6 с просп. Тракторостроителей — ул. 9-й пятилетки — просп. Ивана Яковлева на схему просп. Тракторостроителей — Эгерский бульвар — просп. Мира — просп. Ивана Яковлева.
- 1 сентября 2015 — Продление маршрута № 12 «Университет — Дом Мод — Ж/д вокзал» до остановки «ГСК „Трактор-3“» по существующему маршруту № 1.
- 19 декабря 2015 — Объединение маршрутов № 1 и № 12: закрытие маршрута № 12 «Университет — Дом Мод — ГСК „Трактор-3“», продление маршрута № 1 «ГСК „Трактор-3“ — Ж/д вокзал — Красная площадь» до остановки «Университет».
- 19 декабря 2015 — Продление маршрута № 20 «ОАО „Хлеб“— ул. Ю. Фучика — Ж/д вокзал» до Маштехникума.
- 2016 — Начало строительства троллейбусной линии в мкр. «Новый город».
- 24 июня 2016 — Пуск туристического троллейбусного маршрута по схеме Красная площадь — ул. Композиторов Воробьевых — просп. Ленина — просп. Мира — ул. Калинина — ул. Ленинградская — Красная площадь с остановками «Красная площадь», «Улица Космонавта Николаева» и «Агрегатный завод».
- 15 мая 2017 — Пуск маршрута № 22 «Улица Энтузиастов — Университет». Закрытие маршрута № 7 «Агрегатный завод — Улица Университетская». Изменение схемы маршрута № 21 «Медицинский центр — Университет» в северо-западном районе на схему маршрута № 7 (кольцо просп. Горького — ул. М. Павлова) навстречу маршруту № 3. Изменение схемы маршрута № 9 «Аэропорт — Агрегатный завод» с исключением участка по ул. Гагарина и продлением по ул. Калинина до Красной площади с возвращением на ж/д вокзал по ул. Карла Маркса.
- 1 июля 2017 — Движение троллейбусов в вечернее время сокращено до 23:00.
- 15 августа 2017 — В город на испытания прибыл троллейбус Тролза-5265.03 «Мегаполис».
- 27 октября 2017 — Движение троллейбусов в вечернее время сокращено до 22:00.
- 12 ноября 2017 — Движение троллейбусов осуществляется по новому расписанию: в будние дни — с 4:42 до 0:06, максимальный выпуск 194 единицы; в субботу с 4:44 до 22:37, выпуск 138 единиц; в воскресенье с 4:56 до 22:32, выпуск 130 единиц.
- 10 февраля 2018 — Продление маршрута № 14 «Университет — ул. Ю. Фучика — Ж/д вокзал» до Маштехникума. Закрытие маршрута № 16 «Промтрактор — Ж/д вокзал» (оборотный маршруту № 5).
- 10 февраля 2018 — Возвращение маршрута № 9 «Аэропорт — Красная площадь» на старый маршрут (по ул. Юрия Гагарина).
- 3 октября 2018 — Прибыл троллейбус Тролза-5265.02 «Мегаполис» для испытаний по маршруту № 10 «Ж/д вокзал — Микрорайон Садовый». Обкатка троллейбуса по ул. Богдана Хмельницкого и просп. Айги, где отсутствует контактная сеть.
- 16 февраля 2019 — Изменение схемы маршрута № 15 «Красная площадь — просп. Мира — Аэропорт»: вместо Красной площади маршрут направлен по ул. Гагарина и ул. Энтузиастов в юго-западный район до остановки «ОАО „Хлеб“». Закрытие маршрута № 19 в связи с полным дублированием. Демонтаж троллейбусного кольца на остановке «Агрегатный завод».
- 16 февраля 2019 — Продление маршрута № 18 «пос. Альгешево — Красная площадь» до северо-западного района (остановка «Университет»). Демонтаж троллейбусной линии по ул. Ленинградская до остановки «Красная площадь» и по Президентскому бульвару от остановки «Красная площадь» до ул. Композиторов Воробьевых в связи с реконструкцией Красной площади и закрытием движения по ней.
- 23 марта 2019 — Введение троллейбусной линии по ул. Чернышевского. Продление маршрутов № 15 и № 22 от остановки «ОАО „Хлеб“» до остановки «ПО им. Чапаева». Пуск маршрута № 10 «Ж/д вокзал — Микрорайон „Садовый“», полностью обслуживаемого троллейбусами с увеличенным автономным ходом.
- 24 июня 2019 — Введение троллейбусной линии в микрорайон «Новый Город». Продление маршрута № 3 «ул. Университетская — Национальный конгресс — проспект Тракторостроителей» до остановки «Микрорайон „Новый город“» с движением в микрорайоне против часовой стрелки.
- 7 сентября 2019 — Временное изменение трёх маршрутов в связи с реконструкцией части проспекта Ивана Яковлева от пр. 9-й Пятилетки до ул. Ашмарина: маршрут № 2 «Аэропорт — Агрегатный завод» перенаправлен с Аэропорта в Альгешево по Эгерскому бульвару; маршрут № 8 «Южный поселок — ОАО „Промтрактор“» не заезжает на Южный поселок, а следует по просп. 9-й Пятилетки до просп. Тракторостроителей; маршрут № 9 «Аэропорт — Агрегатный завод» следует по Эгерскому бульвару.
- 19 октября 2019 — Движение маршрута № 3 «ул. Университетская — мкр. „Новый город“» против часовой стрелки в микрорайоне «Новый город» изменено на движение по часовой стрелке.
- 7 ноября 2019 — В день 55-летия чебоксарского троллейбуса на улицы города вышел троллейбус ЗиУ-5 по историческому маршруту № 1 «Ж/д вокзал — Красная площадь».
- 28 декабря 2019 — Вновь открыто движение по просп. Ивана Яковлева. Троллейбусные маршруты № 2, № 8, № 9 вернулись на прежние схемы движения.
- 14 января 2020 — Пуск междугороднего маршрута № 100 «Чебоксары — Новочебоксарск» (Чебоксары, Красная площадь — Новочебоксарск, Библиотека (кольцо у «Каблучка»)).
- 27 января 2020 — Продление маршрута № 100 до остановки «Университет» в Чебоксарах и до остановки «Сокол» в Новочебоксарске. Демонтаж троллейбусного кольца на остановке «Красная площадь» в связи с реконструкцией площади и закрытием движения по ней.
- 1 апреля 2020 — Временно приостанавливается работа троллейбусного маршрута № 100 «Чебоксары — Новочебоксарск», на прочих маршрутах сокращено количество рейсов в межпиковое время в связи с противоэпидемическими мероприятиями из-за коронавируса.
- 20 апреля 2020 — Введение отремонтированной линии по просп. Тракторостроителей. Продление маршрута № 20 «ОАО „Хлеб“ — Маштехникум» до микрорайона «Новый город» с движением в микрорайоне по часовой стрелке.
- 11 мая 2020 — Продление маршрута № 10 «Микрорайон „Садовый“ — Ж/д вокзал» до ул. Розы Люксембург. Количество троллейбусов на маршруте увеличено с 5 до 9 за счёт 4 троллейбусов, ранее работавших на маршруте № 100. Маршрут пришёл на смену автобуса № 2, ликвидированного в тот же день. Маршрут № 100 отменён до момента прибытия не менее чем 12 троллейбусов с автономным ходом.
- 16 января 2021 — Продление маршрута № 20 «мкр. „Новый город“ — ОАО „Хлеб“» до остановки Завод им. Чапаева с ликвидацией участка маршрута по ул. Энтузиастов от ул. Чернышевского до остановки ОАО «Хлеб». В микрорайоне «Новый город» маршрут стал ходить против часовой стрелки.
- 6 февраля 2021 — Закрытие маршрута № 5 «Ж/д вокзал — ОАО „Промтрактор“». Объединение маршрута № 11 «ПО им. Чапаева — Ж/д вокзал» и маршрута № 5 с ликвидацией участка маршрута по просп. Ленина от ул. Гагарина до ж/д вокзала. Изменение маршрута № 11 «ПО им. Чапаева — ОАО „Промтрактор“».[13]
- 29 марта 2021 — В Чувашию прибыли 68 новых троллейбусов УТТЗ-6241.01 «Горожанин».
- 19 апреля 2021 — Движение троллейбусов в вечернее время в будние дни продлено до 22:12 — 00:00 (в зависимости от маршрута).
- 24 июня 2021 — 60 троллейбусов УТТЗ-6241.01 «Горожанин» переданы Чебоксарскому троллейбусному управлению[14]. Продление маршрута № 14 «Университет — Маштехникум» в микрорайон «Солнечный», где нет контактной сети[15]. Это второй троллейбусный маршрут в Чебоксарах, который полностью обслуживается троллейбусами с увеличенным автономным ходом.
- 22 июля 2021 — В связи с реконструкцией улицы Гражданская, троллейбусы № 11 и № 17 перенесены на улицу Энтузиастов[16]. На большей части улицы Гражданская троллейбусное движение временно ликвидировано.
- 25 июня 2021 — Прекращена эксплуатация троллейбусов АКСМ-101. Сохранят лишь 2 троллейбуса, в качестве учебного и музейного.
- 1 августа 2021 — Списан музейный троллейбус ЗиУ-682Б № 117. Таким образом, в мире остаётся лишь 2 таких троллейбуса.
- 30 августа 2021 — Троллейбусное движение возвращено на улицу Гражданская. Троллейбусы № 11 и № 17 пущены по временной схеме: заезд в Юго-Западный район по ул. Энтузиастов — ул. Чернышевского — ул. Гражданская до ПО им. Чапаева. Выезд осуществляется по ул. Гражданская.
- 10 сентября 2021 — Прекращена эксплуатация троллейбусов ЗиУ-682Г [Г00] — списан троллейбус № 672 1996 года постройки.
- Ноябрь 2021 — Строительство контактной линии в микрорайоне «Новый город» по Чебоксарскому проспекту.
- Ноябрь 2021 — прошёл обкатку троллейбус Зиу-682Г-012[ГОА] 117 1999 года восстановленный под троллейбус разобранный Зиу-682Б 117
- 21 января 2022 — испытания новой транспортной линии на 20 маршруте в микрорайоне Новый город.
- Апрель 2022 — принято решение о поддержке Чебоксарского троллейбусного управления. Правительство Чувашии и администрация города готовы предоставить субсидию в размере 95,5 млн рублей. Это поможет снизить финансовую нагрузку предприятия, на котором работают порядка 1,5 тысяч чебоксарцев[17].
- По состоянию на 1й квартал 2022 года, Чебоксарское троллейбусное управление — единственный муниципальный перевозчик в городе. На долю электрического транспорта приходится более половины перевозок. Три депо обслуживают 252 пассажирских троллейбуса. Остаётся кредиторская задолженность — свыше 156 млн рублей, из которых 72 % — за электроэнергию[17].
- Июль 2022 — списан троллейбус ЗиУ-682 «Калуга».
- 9 июля 2022 — Продление маршрута № 14 «Университет — Маштехникум» в микрорайон «Университет», где нет контактной сети[18]. Данный троллейбус стал первым в Чебоксарах с двумя участками автономного пути.
- 12 ноября 2022 — изменение четырёх троллейбусных маршрутов: № 6 ,№ 8, № 9, № 11. Возобновление маршрута № 5 «Маштехникум — Агрегатный завод», отмененного в феврале 2021 года. Маршрут № 6 «Маштехникум — ж/д Вокзал» при движении в сторону Маштехникума был убран с Марпосадского шоссе на пр. Мира на ул. Ленинского Комсомола, став тем самым оборотным маршруту № 5. В результате маршрут № 11 был возвращен на схему, действующую с 1981 по 6 февраля 2021 года: «Ж/д вокзал — Завод ПО им. Чапаева». Маршрут № 8 «Ж/д Вокзал — пос. Южный» был убран с проспекта Яковлева, в результате чего получил две конечные остановки — Железнодорожный вокзал и Альгешево (ост. «ул. Р. Люксембург») и перестал быть кольцевым. Маршрут № 9 «Агрегатный завод — Аэропорт», впервые с запуска в 1971 году годах был убран с Аэропорта и отправлен с улицы Ашмарина по Эгерскому бульвару и проспекту Тракторостроителей на Маштехникум (компенсация за ликвидированный участок маршрута № 8)[19].
- 25 декабря 2022 года в связи с окончанием ремонта улицы Гражданская, на неё полностью возвращён троллейбус № 11.[20]
- В феврале 2023 на маршрутоуказателях, троллейбусных маршрутов № 1, 5, 6, 9, у которых конечная остановка на маршрутоуказателе ОАО "Промтрактор", "Маштехникум" или "Завод силовых агрегатов", указывается конечная "ГСК Трактор-3", т.к. маршрут доезжает до этих остановок только в час пик.
- 1 апреля 2023 проезд стоит 30 рублей по наличному и 27 по безналичному расчету.
- 10 апреля 2023 года Чебоксарское троллейбусное управление переименовывается в "ГУП Чувашской Республики «Чувашское транспортное управление» Министерства транспорта и дорожного хозяйства Чувашской Республики".[21]
- 24 июня 2024 года был запущен первый межмуниципальный троллейбусный маршрут №62. Новый маршрут запустит движение троллейбусов между микрорайоном Иваново в Новочебоксарске и Чебоксарским производственным объединением им. В.И. Чапаева в Чебоксарах.[22]
- В 2024 году для Чебоксарской агломерации приобретено 153 новых троллейбуса УТТЗ-6241.01 «Горожанин».
- 1 января 2025 проезд стоимость проезда на троллейбусе увеличена и составляет 37 рублей, при безналичной оплате — 33 рубля.
- 21 февраля 2025 года между Чебоксарами и Новочебоксарском начал курсировать новый межмуниципальный троллейбусный маршрут №61. Новый маршрут охватывает ключевые транспортные артерии городов Чебоксары и Новочебоксарск, обеспечивая удобное сообщение с районами компактного проживания населения, такими как Новоюжный район г. Чебоксары и микрорайон по улице Гладкова, где расположены больницы республиканского и федерального значения.
- 1 августа 2025 года введен в эксплуатацию маршрут №60 "Новочебоксарск (Химтехникум) — Чебоксары (Университет)". Трасса маршрута проходит по улицам Жени Крутовой, Винокурова, Ельниковскому проезду, 10-й Пятилетки, Воинов-Интернационалистов, Советской в Новочебоксарске, а также по улице Калинина, Московскому и Максима Горького проспектам в Чебоксарах с конечной остановкой на улице Университетской. В обратном направлении маршрут следует до улицы Силикатной.

## Маршруты

Карта маршрутов Чебоксарского троллейбуса (2021)

### Действующие
| №  | Начальный пункт                   | Конечный пункт              | Следование | Год последнего изменения маршрута                                                            | Примечание |
| -- | --------------------------------- | --------------------------- | --- | -------------------------------------------------------------------------------------------- | --- |
| 1  | Университет                       | ГСК "Трактор-3"             | Университет, пр. М.Горького, Московский пр., ул. Маркса, пр. Ленина, Ж/Д вокзал, пр. 9-й Пятилетки, пр. Тракторостроителей, ГСК "Трактор-3". | 2015 (объединён с № 12)                                                                      | В будние дни с 6.00 до 8.00 и с 15.00 до 17.00 продлевается до Завода силовых агрегатов |
| 2  | Аэропорт                          | Агрегатный завод            | Аэропорт, ул. Ашмарина, пр. И.Яковлева, Ж/Д вокзал, пр. Ленина, ул. Ю.Гагарина, ул. Калинина, пр. Мира, Агрегатный завод, пр. Яковлева, ул. Ашмарина, Аэропорт. | 1976                                                                                         | По ул. Гагарина — просп. Мира едет навстречу маршруту № 9 по часовой стрелке. |
| 3  | Университет                       | Микрорайон «Новый город»    | Университет, ул. Мичмана Павлова, просп. Московский, ул. Композиторов Воробьевых, ул. Калинина, просп. Чебоксарский, ул. И. Прокопьева, просп. Чебоксарский, ул. Калинина, ул. Композиторов Воробьевых. | 01.08.2025 (изменена конченая остановка)                                                     | После запуска нового межмуниципального троллейбусного маршрута №60, троллейбусы маршрута №3 едут на конечную остановку - Университет без заезда на ул. Университетская, пр. М. Горького и ул. 500-летия Чебоксар. В микрорайоне «Новый город» едет навстречу маршруту № 20 по часовой стрелке. |
| 4  | Университет                       | Ж/д вокзал                  | Университет, ул. Мичмана Павлова, просп. Московский, ул. Карла Маркса, просп. Ленина, Ж/д вокзал. | 1986 (продление до ул. Университетской)                                                      | |
| 5  | ГСК "Трактор-3"                   | Агрегатный завод            | ГСК "Трактор-3", ул. Ленинского Комсомола, Эгерский бульвар, пр. Мира, Агрегатный завод, ул. Калинина, ул. Гагарина, пр. Ленина, пр. Яковлева, Эгерский бульвар, пр. Тракторостроителей, ГСК " Трактор-3". | 1964-6.02.2021, 12.11.2022 (заново создан)                                                   | Кольцевой маршрут против часовой стрелки. На всём пути следования едет на встречу маршруту № 6. В будние дни с 6.00 до 8.00 и с 15.00 до 17.00 продлевается до Завода силовых агрегатов |
| 6  | ГСК "Трактор-3"                   | Ж/д вокзал                  | ГСК "Трактор-3", пр. Тракторостроителей, Эгерский бульвар, пр. Яковлева, ж/д вокзал, пр. Ленина, ул. Гагарина, ул. Калинина, пр. Мира, Эгерский бульвар, ул. Ленинского Комсомола, ГСК " Трактор-3". | 12.11.2022 (изменение маршрута)                                                              | Кольцевой маршрут по часовой стрелке. На всём пути следования едет навстречу маршруту № 5. В будние дни с 6.00 до 8.00 и с 15.00 до 17.00 продлевается до Завода силовых агрегатов |
| 8  | Ул. Розы Люксембург               | Ж/д вокзал                  | ул. Розы Люксембург, ул. Айзмана, пр. Тракторостроителей, Марпосадское шоссе, ул. Калинина, ул. Гагарина, пр. Ленина, Ж/д вокзал. | 12.11.2022 (изменение маршрута)                                                              | |
| 9  | ГСК "Трактор-3"                   | Агрегатный завод            | ГСК "Трактор-3" , пр. Тракторостроителей, ул. Ашмарина, пр. Яковлева, пр. Мира, ул Калинина, ул. Гагарина, пр. Ленина, пр. Яковлева, пр. Тракторостроителей, ГСК "Трактор-3". | 12.11.2022 (продление до Маштехникума, исключение движения до Аэропорта)                     | По просп. Мира — ул. Гагарина едет навстречу маршруту № 2 против часовой стрелки. |
| 10 | Ул. Розы Люксембург               | Микрорайон «Садовый»        | Ул. Розы Люксембург, ул. Айзмана, просп. 9-й пятилетки, Ж/д Вокзал, просп. Ленина, Гагаринский мост, ул. Ю. Фучика, ул. Богдана Хмельницкого, просп. Геннадия Айги, ост. "микрорайон «Садовый». | 2020 (продление до ул. Розы Люксембург)                                                      | На участке ул. Б. Хмельницкого — просп. Г. Айги следует по часовой стрелке. |
| 11 | Завод ЧПО им. Чапаева             | Ж/д вокзал                  | ПО им. Чапаева, ул. Гражданская, ул. Ю. Фучика, ул. Ю. Гагарина, пр. Ленина, Ж/д вокзал. | 1981-6.02.2021, 12.11.2022 (возвращение на старый маршрут)                                   | |
| 14 | Микрорайон Университет-2          | Микрорайон «Солнечный»      | Университет, ул. Академика РАН Х. М. Миначева, ул. Филиппа Лукана, Университетский проезд, Университет, просп. М. Горького, ул. Гузовского, просп. Н. Никольского, ул. Гагарина, просп. Ленина, Ж/д вокзал, просп. И. Яковлева, просп. Мира, ул. Лен. Комсомола, ул. А. В. Асламаса, б-р. Солнечный, ост. «Микрорайон „Солнечный“» | 9.07.2022 (продление в мкр. «Университет»)                                                   | В микрорайоне «Университет» движение осуществляется по часовой стрелке. На обратном пути осуществляется заезд на остановку «Маштехникум» |
| 15 | Аэропорт                          | Завод ЧПО им. Чапаева       | Аэропорт, ул. Ашмарина, Эгерский бульвар, просп. Мира, ул. Калинина, ул. Ю. Гагарина, ул. Ю. Фучика, ул. Энтузиастов, ул. Чернышевского, ПО им. Чапаева. | 2019 (продление до Завода ЧПО им. Чапаева)                                                   | |
| 17 | Завод ЧПО им. Чапаева             | Бульвар Юности              | ПО им. Чапаева, ул. Гражданская, просп. Н. Никольского, ост. «Роща», ул. Мичмана Павлова, ост. «Бульвар Юности», просп. М. Горького, ул. Гузовского, просп. Н. Никольского, ул. Гражданская, ПО им. Чапаева. | 01.11.1989 (запущен)                                                                         | В северо-западном районе едет по часовой стрелке. |
| 18 | Розы Люксембург                   | Университет                 | Ул. Розы Люксембург, ул. Айзмана, ул. Ф. Н. Орлова, Эгерский бульвар, просп. Мира, ул. Калинина, ул. Композиторов Воробьевых, просп. Московский, ул. Гузовского, просп. М. Горького, Университет. | 2019 (продление до Университета)                                                             | |
| 20 | Микрорайон «Новый город»          | Завод ЧПО им. Чапаева       | ост. «микрорайон „Новый город“», просп. Чебоксарский, ул. И. Прокопьева, просп. Тракторостроителей, просп. 9-й Пятилетки, Ж/д вокзал, просп. Ленина, ул. Ю. Фучика, ул. Энтузиастов, ул. Чернышевского, ПО им. Чапаева. | 2021 (изменено направление в микрорайоне «Новый город», продление до Завода ЧПО им. Чапаева) | В микрорайоне «Новый город» едет навстречу маршруту № 3 против часовой стрелки. |
| 21 | Бульвар Юности                    | Медицинский центр           | ост. «Бульвар Юности», ул. Мичмана Павлова, просп. Московский, Президентский бульвар, ул. Ф. Гладкова, Президентский бульвар, просп. Московский, просп. М. Горького, ост. «Бульвар Юности». | 2017 (изменена схема движения в северо-западном районе)                                      | |
| 22 | Университет                       | Завод ЧПО им. Чапаева       | Университет, просп. М. Горького, ул. Гузовского, просп. Никольского, ул. Энтузиастов, ул. Чернышевского, ПО им. Чапаева. | 2020 (продление до Завода ЧПО им. Чапаева)                                                   | |
| 60 | Университет (Чебоксары)           | Химтехикум (Новочебоксарск) | Улица Жени Крутовой, Улица Винокурова, Ельниковский проезд, Улица 10-й Пятилеики, Улица Воинов Интернационалистов, Улица Советская, а/д Вятка, шоссе Марпосадское, Улица Калинина, Проспект Московский, Улица 500-летия Чебоксар, Проспект Максима Горького, Улица Университетская.                                                | 01.08.2025                                                                                   | |
| 61 | Медицинский центр (Чебоксары)     | Иваново (Новочебоксарск)    | ул. Ф. Гладкова, просп. И. Яковлева, просп. Мира, Эгерский бульвар, просп. Тракторостроителей, Марпосадское шоссе, ул. Советская, ул. Винокурова, ул. Ж. Крутовой, ул. Силикатная. | 21.02.2025                                                                                   | |
| 62 | Завод ЧПО им. Чапаева (Чебоксары) | Иваново (Новочебоксарск)    | ул. Социалистическая, ул. Гражданская, ул. Ю. Фучика, ул. Ю. Гагарина, ул. Калинина, Марпосадское шоссе, ул. Советская, ул. Винокурова, ул. Ж. Крутовой, ул. Силикатная. | 24.06.2024                                                                                   | Запуск нового троллейбусного маршрута состоялся на День Чувашской республики |

### Закрытые маршруты
| №            | Начальный пункт         | Конечный пункт         | Следование | Год открытия | Год закрытия    | Примечание |
| ------------ | ----------------------- | ---------------------- | --- | ------------ | --------------- | --- |
| 7            | Бульвар Юности          | Агрегатный завод       | Прямо: ул. Мичмана Павлова, просп. Московский, ул. Композиторов Воробьевых, ул. Калинина, просп. Мира, ост. «Агрегатный завод». Обратно: ост. «Агрегатный завод», просп. Мира, ул. Калинина, ул. Композиторов Воробьевых, просп. Московский, просп. М. Горького, ул. Университетская.   | Ранее 1986   | 2017            | |
| 10           | Восточная проходная     | Ж/Д Вокзал             | ост. «Восточная проходная», просп. Тракторостроителей, просп. 9-й пятилетки, просп. Ивана Яковлева, Ж/д вокзал. |              | нач. 90-х годов | Закрыт из-за сокращения пассажиропотока, трудной финансовой ситуации в троллейбусном управлении.                                      |
| 12           | Университет             | Ж/д вокзал             | Университет, просп. М. Горького, просп. Московский, ул. Композиторов Воробьевых, ул. Карла Маркса, просп. Ленина, Ж/д вокзал. | 1985         | 2015            | Объединён с маршрутом №1 |
| 13           | Бульвар Юности          | Агрегатный завод       | Прямо: ост. «Бульвар Юности», просп. М. Горького, просп. Московский, ул. Композиторов Воробьевых, ул. Калинина, просп. Мира, ост. «Агрегатный завод». Обратно: ост. «Агрегатный завод», просп. Мира, ул. Калинина, ул. Композиторов Воробьевых, просп. Московский, ул. Мичмана Павлова. | 1984         | 1984            | Обратный маршруту №7. Закрыт из-за практически полного дублирования (различалось лишь направление движения в северо-западном районе). |
| 16           | ОАО «Промтрактор»       | Агрегатный завод       | ОАО «Промтрактор», ул. Ленинского Комсомола, просп. Мира, просп. Ивана Яковлева, ост. «Ж/д Вокзал», просп. Ленина, ул. Ю. Гагарина, ул. Калинина, просп. Мира, ост. «Агрегатный завод», просп. Мира, ул. Ленинского Комсомола, ОАО «Промтрактор».                                       | 1991         | 2016            | Был обратным троллейбусу №5. Официально объединен с троллейбусом №14 С 12.11.2022 г. повторяет маршрут №6                             |
| 19           | Агрегатный завод        | ОАО «Хлеб»             | ост. Агрегатный завод", просп. Мира, ул. Калинина, ул. Ю. Гагарина, Гагаринский мост, ул. Ю. Фучика, Сугутский мост, ул. Энтузиастов, ост. ОАО «Хлеб» | 1991         | 2016            | Объединён с маршрутом №15 |
| 100          | Университет (Чебоксары) | Сокол (Новочебоксарск) | ост. «Университет», просп. М. Горького, просп. Московский, ул. Композиторов Воробьевых, ул. Калинина, Марпосадское ш., ул. Советская, ул. Винокурова, ул. Жени Крутовой, ост. «Сокол»                                                                                                   | 2020         | 2020            | Отменён из-за пандемии коронавируса                                                                                                   |
| Экскурсионый | Красная площадь         | Проспект Мира          | | 2017         | 2017            | |

#### Исторические маршруты
| №  | Начальный пункт                             | Конечный пункт                              | Маршрут | С            | По           | Примечание |
| -- | ------------------------------------------- | ------------------------------------------- | --- | ------------ | ------------ | --- |
| 1  | Ж/д вокзал                                  | Красная площадь                             | ост. «Ж/д вокзал», просп. Ленина, ул. К. Маркса, Красная площадь. | 07.11.1964   | нач. 1970-х  | Линия продлена до Речного порта по ул. Союзной |
| 1  | Ж/д вокзал                                  | Речной порт                                 | ост. «Ж/д вокзал», просп. Ленина, ул. К. Маркса, Красная площадь, ул. Союзная, ост. «Речной порт». | нач. 1970-х  | 1980-е       | Участок маршрута Красная пл. — Речной порт оказался в зоне затопления при строительстве Чебоксарской ГЭС. |
| 1  | Красная площадь                             | ОАО «Промтрактор»                           | ост. «Красная пл.», ул. Урицкого (Президентский бул.), ул. Володарского (ул. Композиторов Воробьёвых), ул. Карла Маркса, просп. Ленина, ж/д вокзал, просп. И. Яковлева, просп. 9-й пятилетки, просп. Тракторостроителей, ОАО «Промтрактор». | 1980-е       | 2015         | Объединен с маршрутом №12 |
| 2  | Ж/д вокзал                                  | Чулочно-трикотажная фабрика                 | ост. «Ж/д вокзал», просп. Ленина, ул. Ю. Гагарина, ул. Калинина, ост. «Чулочно-трикотажная фабрика». | 06.11.1965   | 1968         | С открытием линии до Аэропорта принял современный вид. |
| 3  | Машзавод                                    | ул. Гузовского                              | ост. «Машзавод» (ост. «просп. Тракторостроителей»), Марпосадское ш., ул. Калинина, ул. Володарского (ул. Композиторов Воробьёвых), просп. Московский, ост. «ул. Гузовского» | 06.11.1965   | 1986         | Продлен до ост. «Университет» |
| 3  | Машзавод (ныне — просп. Тракторостроителей) | ул. Университетская                         | ост. «Бульвар Юности», ул. Университетская, просп. М. Горького, просп. Московский, ул. Володарского (ул. Композиторов Воробьёвых), ул. Калинина, Новочебоксарское (Марпосадское) шоссе, ул. Калинина, ул. Володарского (ул. Композиторов Воробьёвых), просп. Московский, ост. «Роща», ул. Мичмана Павлова, ост. «Бульвар Юности»                                             | 1986         | 2019         | Продлён до мкр. «Новый город» |
| 4  | Ж/д вокзал                                  | ул. Гузовского                              | ост. «Ж/д Вокзал», просп. Ленина, ул. К. Маркса, ул. Володарского (ул. Композиторов Воробьёвых), просп. Московский, ул. Гузовского | 06.11.1965   | 1985         | Продлен до ост. «Университет» и принял современный вид. |
| 6  | Ж/д вокзал                                  | Маштехникум                                 | Ж/д Вокзал, просп. Ленина, ул. Ю. Гагарина, ул. Калинина, Марпосадское шоссе, просп. Тракторостроителей - |              | 11.11.2022   | (Кольцевой) В результате переноса маршрута с Марпосадского шоссе на проспект Мира и улицу Ленинского Комсомола принял современный вид. |
| 7  | Агрегатный завод                            | ул. Гузовского                              | ост. «Агрегатный завод», просп. Мира, ул. Калинина, ул. Володарского (ул. Композиторов Воробьёвых), просп. Московский, ост. «Роща» |              | 1986         | Принял современный вид |
| 8  | Посёлок Южный                               | ОАО Промтрактор                             | Пос. Южный, пр. 9-й пятилетки, пр. Тракторостроителей, Марпосадское шоссе, ул. Калинина, ул. Гагарина, пр. Ленина, пр. Яковлева, пос. Южный. |              | 12.11.2022   | (Кольцевой) В результате ликвидации участка маршрута «Ж/д вокзал — пос. Южный» по проспекту Яковлева |
| 9  | Агрегатный завод                            | Аэропорт                                    | Аэропорт, ул. Ашмарина, пос. Южный, пр. И.Яковлева, пр. Мира, Агрегатный завод, ул. Калинина, ул. Ю. Гагарина, пр. Ленина, Ж/Д вокзал, пр. Яковлева, ул. Ашмарина, Аэропорт. | 1976         | 11.11.2022   | По ул. Гагарина — просп. Мира ехал навстречу маршруту №2 против часовой стрелке, после чего дублировал до Аэропорта. 12.11.2022 г. в результате компенсации за ликвидированный участок маршрута №8 продлен до Маштехникума с исключением Аэропорта                                              |
| 10 | ПО им. Чапаева                              | Машзавод (ныне проспект Тракторостроителей) | ул. Социалистическая, ул. Коллективная, ул. Гражданская, ул. Суворова, ул. Коммунальная Слобода, ул. Баумана, ул. Плеханова (последние две ныне — дно Чебоксарского залива), ул. Карла Маркса, ул. Володарского, Новочебоксарский мост, ул. Калинина, Марпосадское шоссе |              | 1980         | Пущен через второе полукольцо (ул. З.Космодемьянской, ул. Фучика, ул. Гагарина) в связи со строительством Чебкосарского залива, затоплением ул. Баумана и ул. Плеханова. |
| 10 | ПО им. Чапаева                              | Красная площадь                             | ул. Социалистическая, ул. Коллективная, ул. Гражданская, Сугутский мост, ул. Фучика, Гагаринский мост, ул. Гагарина, просп. Ленина, ул. К. Маркса, Красная площадь | 1980         | 90-е         | |
| 10 | Красная площадь                             | Ж/д вокзал                                  | Красная площадь, Карла Маркса, проспект Ленина, улица Николаева, Ж/д вокзал | 90-е         | 90-е         | Был ещё раз изменён, после чего закрыт. |
| 11 | Ж/д вокзал                                  | ПО им. Чапаева                              | ост. «Ж/д вокзал», просп. Ленина, ул. К. Маркса, ул. Плеханова (Красная пл.), ул. Урицкого (бул. Президентский), ул. Баумана (дно Чебоксарского залива), ул. Коммунальной Слободы, ул. Суворова, ул. Гражданская ул. Социалистическая, ул. Коллективная, ост. «Завод им. Чапаева».                                                                                           | 06.11.1972   | 26 июня 1980 | Часть маршрута оказалось в зоне затопления при строительстве Чебоксарской ГЭС, троллейбусное движение по ещё не затопленной ул. Баумана и по ул. Коммунальная Слобода ликвидировано. Так как Сугутский мост ещё не был построен, то пущен маршрут через Гагаринский мост и ул. Б. Хмельницкого. |
| 11 | Ж/д вокзал                                  | ПО им. Чапаева                              | ост. «Ж/д вокзал», просп. Ленина, ул. Гагарина, Гагаринский мост, ул. Ю. Фучика, ул. Б. Хмельницкого, ул. Суворова, ул. Гражданская ул. Социалистическая, ул. Коллективная, ост. «Завод им. Чапаева». | 27 июня 1980 | 1981         | С постройкой Сугутского моста троллебусная сеть на улицах Б. Хмельницкого и Суворова окончательно ликвидирована. |
| 11 | Ж/д вокзал                                  | ПО им. Чапаева                              | ост. «Ж/д вокзал», просп. Ленина, ул. Ю. Гагарина, Гагаринский мост, ул. Ю. Фучика, Сугутский мост, ул. Гражданская, ул. Социалистическая, ул. Коллективная, ост. «ПО им. Чапаева». | 1981         | 6.02.2021    | Объединен с троллейбусом №5. Восстановлен 12.11.2022 г. |
| 11 | ПО им. Чапаева                              | Маштехникум                                 | ПО им. Чапаева, ул. Социалистическая, ул. Гражданская, Сугутский мост, ул. Ю. Фучика, Гагаринский мост, ул. Ю. Гагарина, ул. Калинина, просп. Мира, ул. Ленинского Комсомола, просп. Тракторостроителей, Маштехникум | 6.02.2021    | 11.11.2022   | В результате возвращения маршрута №5 возвращен на схему 1981—2021 годов |
| 14 | Ж/д вокзал                                  | Университет                                 | ост. «Ж/д вокзал», просп. Ленина, ул. Ю. Гагарина, Гагаринский мост, ул. Ю. Фучика, Сугутский мост, ул. З. Косьмодемьянской, Октябрьский мост, просп. Н. Никольского, ул. Гузовского, просп. М. Горького, ул. Университетская, ост. «Университет». | 06.11.1985   | 2018         | Объединен с маршрутом №16 |
| 14 | Университет                                 | Маштехникум                                 | Университет, ул. Университетская, просп. М. Горького, ул. Гузовского, просп. Н. Никольского, Октябрьский мост, ул. З. Косьмодемьянской, Сугутский мост, ул. Ю. Фучика, Гагаринский мост, ул. Ю. Гагарина, просп. Ленина, Ж/д вокзал, просп. И. Яковлева, просп. Мира, Эгерский бульвар, ул. Лен. Комсомола, Маштехникум.                                                     | 2018         | 24.06.2021   | Продлен до остановки «Микрорайон Солнечный» |
| 14 | Университет                                 | Микрорайон «Солнечный»                      | Университет, ул. Университетская, просп. М. Горького, ул. Гузовского, просп. Н. Никольского, Октябрьский мост, ул. З. Космодемьянской, Сугутский мост, ул. Ю. Фучика, Гагаринский мост, ул. Ю. Гагарина, просп. Ленина, Ж/д вокзал, просп. И. Яковлева, просп. Мира, Эгерский бульвар, ул. Лен. Комсомола, ул. А. В. Асламаса, б-р. Солнечный, ост. «Микрорайон „Солнечный“» | 24.06.2021   | 09.07.2022   | Продлен в микрорайон «Университет» |
| 15 | Аэропорт                                    | Красная площадь                             | ост. «Аэропорт», ул. Ашмарина, Эгерский бульвар, просп. Мира, ул. Калинина, ул. Композиторов Воробьевых, ул. Ленинградская, ост. «Красная площадь» | 15.08.1987   | 2019         | Маршрут изменён в ходе объединения с маршрутом №19 |
| 18 | пос. Альгешево                              | Красная площадь                             | ост. «пос. Альгешево», ул. Айзмана, ул. Ф. Н. Орлова, Эгерский бульвар, просп. Мира, ул. Калинина, ул. Композиторов Воробьевых, ул. Ленинградская, ост. «Красная площадь» | 15.09.1994   | 16.02.2019   | Маршрут изменён и продлен до Университета без заезда на Красную Площадь |

## Подвижной состав
| Модель ТС                   | Количество единиц       | Годы работы | Изображение | Примечание |
| --------------------------- | ----------------------- | ----------- | ----------- | --- |
| УТТЗ-6241.01 «Горожанин»    | 174                     | 2021 ― н.в. |             | 96 троллейбусов оборудованны автономным ходом                                                                                             |
| УТТЗ-6241-10-02 «Горожанин» | 4                       | 2019 ― н.в. | Отсутствует | Изначально были закуплены для маршрута №100 Чебоксары ― Новочебоксарск. В настоящее время все троллейбусы эксплуатируются на маршруте №10 |
| Тролза-5265.08 «Мегаполис»  | 5                       | 2018 ― н.в. | Отсутствует | Оборудованны автономным ходом |
| ЗиУ-682Г                    | 34                      | 1972 ― н.в. |             | |
| БТЗ-5276-04                 | 9                       | 2004 ― н.в. | Отсутствует | |
| БТЗ-52761Р                  | 11                      | 2008 ― н.в. |             | Всего работало 13 машин, но 1 одна из них была списана в 2016 году из-за возгорания                                                       |
| БТЗ-52768Р                  | 6                       | 2014 ― н.в. | Отсутствует | |
| МТРЗ-6223                   | 15                      | 2006 ― н.в. |             | |
| Источник                    | Троллейбус в Чебоксарах |             |             | |

| Модель ТС | Количество единиц       | Годы работы | Изображение | Примечание                                                |
| --------- | ----------------------- | ----------- | ----------- | --------------------------------------------------------- |
| ЗиУ-682Г  | 6                       | 1972 ― н.в. |             |                                                           |
| ВЗТМ-5284 | 2                       | 2006 ― н.в. | Отсутствует | Изначально в городе работало 6 линейных машин этой модели |
| Источник  | Троллейбус в Чебоксарах |             |             |                                                           |

| Модель ТС  | Количество единиц       | Годы работы | Изображение | Примечание |
| ---------- | ----------------------- | ----------- | ----------- | --- |
| ЗиУ-5Д     | 1                       | 1968 ― н.в. | Отсутствует | До 14 апреля 1978 года имел бортовой номер - 84. С 10.2018 — 07.2019 восстанавливался                                             |
| АКСМ 101ПС | 1                       | 2000 ― н.в. | Отсутствует | Изначально имел бортовой номер 709. В 2023 году восстанавливался                                                                  |
| ЗиУ-682Г   | 1                       | 1999 ― н.в. | Отсутствует | Изначально имел бортовой номер 698. В 2021 году восстанавливался как музейный ретро троллейбус вместо оригинального ЗиУ-682Б №117 |
| Источник   | Троллейбус в Чебоксарах |             |             | |

| Модель ТС                  | Количество единиц       | Годы работы | Изображение | Примечание                                                 |
| -------------------------- | ----------------------- | ----------- | ----------- | ---------------------------------------------------------- |
| АКСМ 101А                  | 1                       | 1997 ― 2021 | Отсутствует |                                                            |
| АКСМ 101М                  | 6                       | 1997 ― 2021 | Отсутствует |                                                            |
| ЗиУ-5                      | 40                      | 1964 ― 1974 | Отсутствует |                                                            |
| Зиу-5Г                     | 36                      | 1966 ― 1977 | Отсутствует |                                                            |
| ЗиУ-682 «Калуга»           | 1                       | 2000 ― 2022 | Отсутствует |                                                            |
| ЗиУ-682Б                   | ≈100                    | 1972 ― 2021 | Отсутствует |                                                            |
| ЗиУ-682В                   | ≈200                    | 1976 ― 2002 | Отсутствует |                                                            |
| ЗиУ-7                      | 5                       | 1965 ― 1973 | Отсутствует |                                                            |
| КАМАЗ-62825                | 1                       | 2023 ― 2025 | Отсутствует | Испытания                                                  |
| КТГ-1                      | 3                       | 1972 ― 1991 | Отсутствует |                                                            |
| КТГ-2                      | 1                       | 1984 ― ?    | Отсутствует |                                                            |
| МТБ-82Д                    | 3                       | ? ― ?       | Отсутствует |                                                            |
| Тролза-5265.00 «Мегаполис» | 8                       | 2020 ― 2024 | Отсутствует | Были переданы Москвой после закрытия троллейбусной системы |
| Тролза-5265.02 «Мегаполис» | 1                       | 2018 ― 2018 | Отсутствует | Испытания                                                  |
| Тролза-5265.03 «Мегаполис» | 1                       | 2017 ― 2017 | Отсутствует | Испытания                                                  |
| Источник                   | Троллейбус в Чебоксарах |             |             |                                                            |

## Перспективы

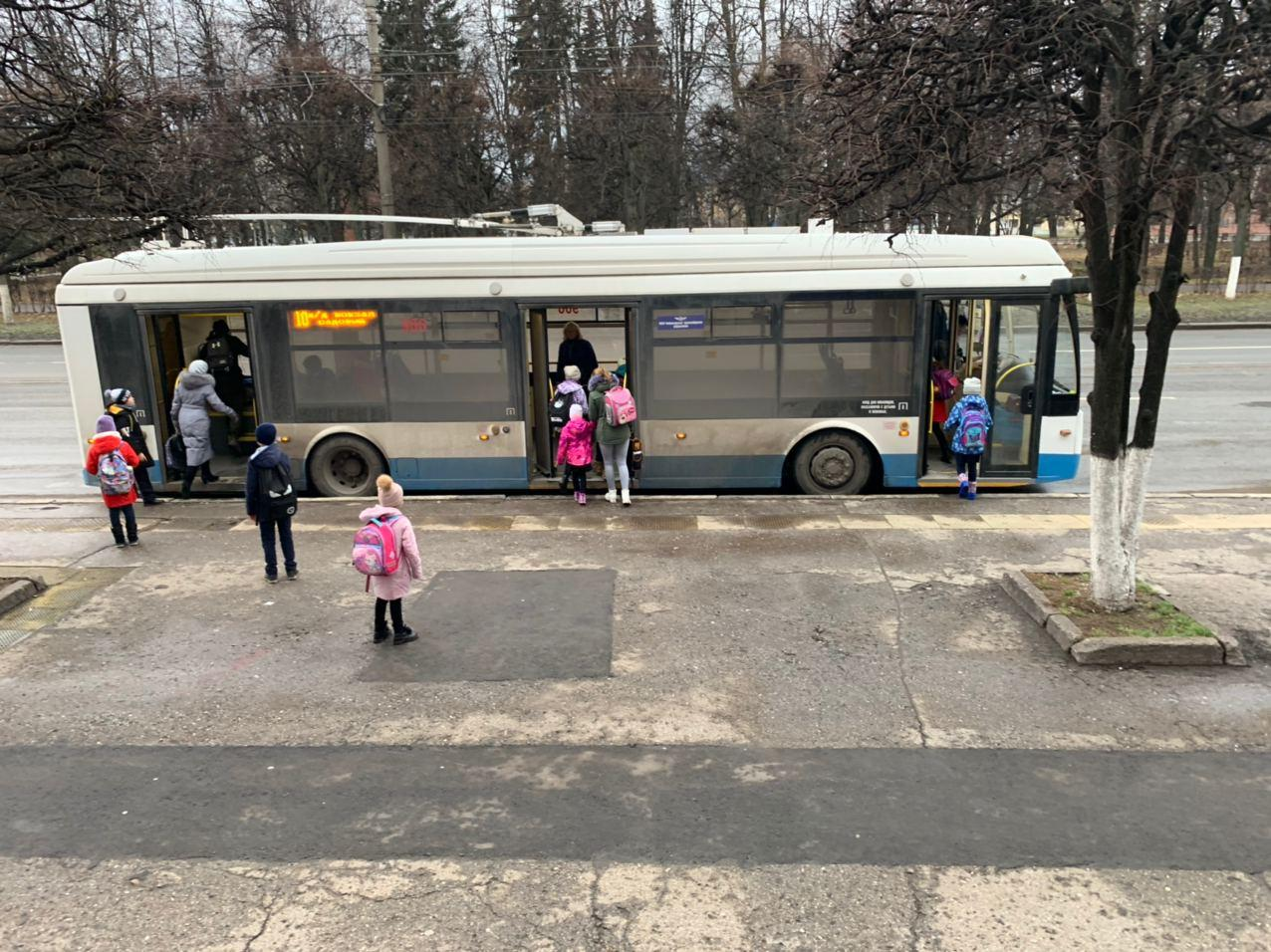
Тролза-5265.08 на 10 маршруте с опущенными токоприёмниками на остановке Сквер Чапаева

В 2018–2019 годах были осуществлены поставки троллейбусов с увеличенным автономным ходом: 5 моделей Тролза-5265.08 «Мегаполис» и 4 УТТЗ-6241-10-02 «Горожанин».
С 2019 года начался процесс модернизации предприятия и обновления подвижного состава. Было выбрано единое цветовое решение для всех троллейбусов, основанное на гербе города. Все троллейбусы покрашены в синюю ливрею с белыми полосами сверху и снизу, для Мегаполиса выбрана белая ливрея с синей полосой снизу. Часть троллейбусов Горожанин облачена в ливрею чебоксарского транспорта. Также продолжается процесс оптимизации маршрутной сети.
29 марта 2021 в город прибыли 68 новых троллейбусов закуплены у Уфимского трамвайно-троллейбусного завода, который выиграл оба аукциона на поставку низкопольных троллейбусов УТТЗ-6241.01 и 6241-10-02 «Горожанин», часть из которых будет с увеличенным автономным ходом.
В Чебоксары из Москвы, где закрыли троллейбусное движение в 2020 году, прибыли 8 троллейбусов Тролза-5265.00 «Мегаполис» 2012–2013 годов выпуска. Однако их эксплуатация оказалась недолгой – уже через три года машины были списаны, завершив свой путь в городском транспорте.
Весной 2019 года Чебоксары сделали важный шаг в модернизации общественного транспорта — 23 марта состоялся запуск обновлённого маршрута №10, на котором впервые вышли троллейбусы с автономным ходом. Отправляясь от железнодорожного вокзала, они следовали по привычным штангам до перекрёстка улиц Фучика и Богдана Хмельницкого, а затем переключались на автономный режим, продолжая путь до улицы Дементьева. Этот гибридный подход позволил сделать маршрут более гибким, сохранив при этом экологичность электротранспорта. А уже 11 мая 2020 года радостная новость пришла для жителей отдалённого микрорайона — маршрут №10 продлили до «Альгешево», обеспечив надёжную связь с центром города.
Летом 2021 года наступил черёд обновления маршрута №14 — 24 июня его продлили до микрорайона «Солнечный», благодаря чему этот быстроразвивающийся район получил удобное сообщение с центральными и северо-западными кварталами Чебоксар. Но на этом улучшения не закончились: 9 июля 2022 года маршрут совершил новый рывок вперёд, дотянувшись до микрорайона «Университет», где пока нет контактной сети. Теперь троллейбусы, работая на автономном ходу, движутся здесь по кольцу, делая остановки на «Улице Академика Миначева», «Лесной» и «Университет-2», чтобы пассажиры могли без пересадок добраться до ключевых точек района.
За 2024-2025 года в Чувашской Республике было введено в эксплуатацию три новых межмуниципальных троллейбусных маршрута, связывающих города Чебоксары-Новочебоксарск.
24 июня 2024 года был запущен первый межмуниципальный троллейбусный маршрут №62. Новый маршрут запустит движение троллейбусов между микрорайоном Иваново в Новочебоксарске и Чебоксарским производственным объединением им. В.И. Чапаева в Чебоксарах.
С 21 февраля 2025 года между Чебоксарами и Новочебоксарском  начал курсировать новый межмуниципальный троллейбусный маршрут №61. Новый маршрут охватывает ключевые транспортные артерии городов Чебоксары и Новочебоксарск, обеспечивая удобное сообщение с районами компактного проживания населения, такими как Новоюжный район г. Чебоксары и микрорайон по улице Гладкова, где расположены больницы республиканского и федерального значения.
С 1 августа 2025 года введен в эксплуатацию маршрут №60 "Новочебоксарск (Химтехникум) — Чебоксары (Университет)". Трасса маршрута проходит по улицам Жени Крутовой, Винокурова, Ельниковскому проезду, 10-й Пятилетки, Воинов-Интернационалистов, Советской в Новочебоксарске, а также по улице Калинина, Московскому и Максима Горького проспектам в Чебоксарах с конечной остановкой на улице Университетской. В обратном направлении маршрут следует до улицы Силикатной.
Данные маршруты создали альтернативу существующим автобусным перевозкам и способствовали развитию транспортной инфраструктуры агломерации.

## Смотрите также
- Новочебоксарский троллейбус